# Kungariket Förenade Nederländerna

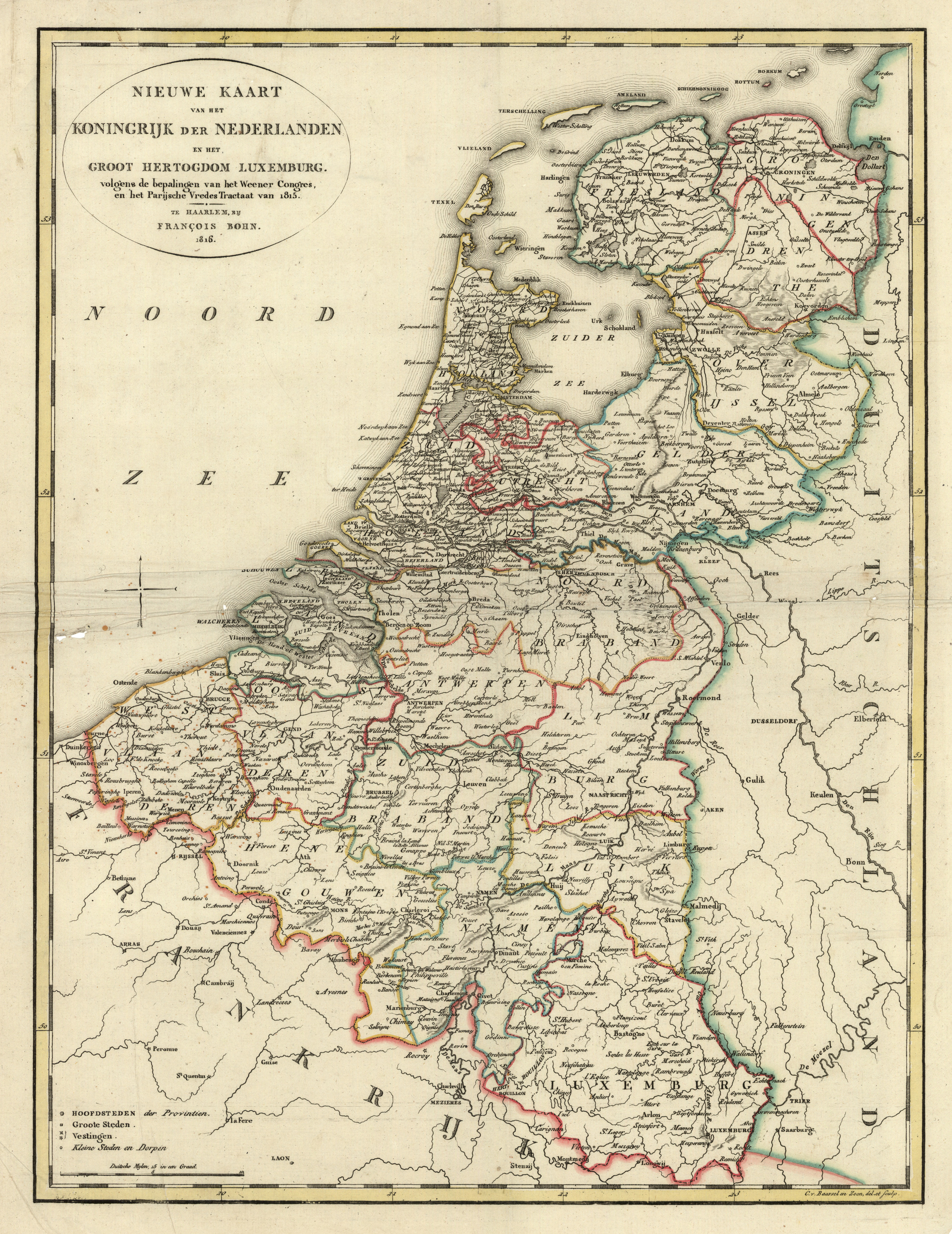
Ny karta över kungariket Nederländerna och Storhertigdömet Luxemburg, 1815

Kungariket Förenade Nederländerna (nederländska: Verenigd Koninkrijk der Nederlanden, franska: Royaume-Uni des Pays-Bas) var en monarki i Europa åren 16 mars 1815 – 19 april 1839. Den bestod av nuvarande (2025) Nederländerna, Belgien och Luxemburg. Officiellt hette staten Kungariket Nederländerna.

## Historia
Staten bildades efter det första franska kejsardömets fall och Napoleons slutliga nederlag 1815. Kungariket Nederländerna bestod till 1839, men intern splittring mellan rikets delar var tydlig. Redan 1831 bröt Belgiska upproret ut, som slutade med att Nederländerna, Luxemburg och Belgien bildade egna suveräna stater. Officiellt skedde detta genom fördraget i London 1839.

### Fotnoter
1. ↑  ”The Netherlands” (på engelska). World Statesmen. http://www.worldstatesmen.org/Netherlands.htm. Läst 5 juli 2011.